# Giro di Norvegia 2021
Il Giro di Norvegia 2021, decima edizione della corsa valevole come ventisettesima prova dell'UCI ProSeries 2021 categoria 2.Pro, inizialmente previsto dal 21 al 24 maggio 2021, si svolse in 4 tappe dal 18 al 21 agosto 2021 su un percorso totale di 651 km, con partenza da Egersund e arrivo a Stavanger, in Norvegia. La vittoria fu appannaggio del britannico Ethan Hayter, il quale completò il percorso in 15h15'00", precedendo gli olandesi Ide Schelling e Mike Teunissen.
Sul traguardo di Stavanger 104 ciclisti, su 113 partiti da Egersund, portarono a termine la competizione.

## Tappe[1]
| Tappa  | Data      | Percorso              | km  | Vincitore di tappa | Leader cl. generale |
| ------ | --------- | --------------------- | --- | ------------------ | ------------------- |
| 1ª     | 19 agosto | Egersund > Sokndal    | 150 | Ethan Hayter       | Ethan Hayter        |
| 2ª     | 20 agosto | Sirdal > Fidjeland    | 185 | Ethan Hayter       | Ethan Hayter        |
| 3ª     | 21 agosto | Jørpeland > Jørpeland | 160 | Mads Pedersen      | Ethan Hayter        |
| 4ª     | 22 agosto | Stavanger > Stavanger | 156 | Matthew Walls      | Ethan Hayter        |
| Totale | Totale    | Totale                | 651 |                    |                     |

## Squadre e corridori partecipanti
Alla competizione prendono parte 19 squadre, sette del UCI World Tour 2021, due di categoria UCI ProTeam e 10 di categoria Uci Continental ciascuna delle quali composta da sei corridori, per un totale di 114 ciclisti.
| N.    | Cod. | Squadra                  |
| ----- | ---- | ------------------------ |
| 1-6   | UAE  | UAE Team Emirates        |
| 11-16 | BOH  | Bora-Hansgrohe           |
| 21-26 | IGD  | Ineos Grenadiers         |
| 31-36 | TJV  | Jumbo-Visma              |
| 41-46 | LTS  | Lotto Soudal             |
| 51-56 | DSM  | Team DSM                 |
| 61-66 | TFS  | Trek-Segafredo           |
| 71-76 | SVB  | Sport Vlaanderen-Baloise |
| 81-86 | UXT  | Uno-X Pro Cycling Team   |
| 91-96 | ABC  | Abloc CT                 |

| N.      | Cod. | Squadra                     |
| ------- | ---- | --------------------------- |
| 101-106 | BPC  | BHS-PL Beton Bornholm       |
| 111-116 | BSC  | Black Spoke Pro Cycling     |
| 121-126 | EVO  | EvoPro Racing               |
| 131-136 | GLC  | Global 6 Cycling            |
| 141-146 | NIP  | Nippo-Provence-PTS Conti    |
| 151-156 | RWC  | Ribble Weldtite Pro Cycling |
| 161-166 | RIW  | Riwal Cycling Team          |
| 171-176 | TCQ  | ColoQuick Cycling           |
| 181-186 | TCO  | Team Coop                   |

## Dettagli delle tappe

### 1ª tappa
- 19 agosto: Egersund > Sokndal – 150 km

Risultati
| Pos. | Corridore      | Squadra | Tempo    |
| ---- | -------------- | ------- | -------- |
| 1    | Ethan Hayter   | Ineos   | 3h44'30" |
| 2    | Ide Schelling  | Bora    | a 1"     |
| 3    | Torstein Træen | Uno-X   | a 11"    |

| Pos. | Corridore      | Squadra | Tempo    |
| ---- | -------------- | ------- | -------- |
| 1    | Ethan Hayter   | Ineos   | 3h44'20" |
| 2    | Ide Schelling  | Bora    | a 5"     |
| 3    | Torstein Træen | Uno-X   | a 17"    |

### 2ª tappa
- 20 agosto: Sirdal > Fidjeland – 185,3 km

Risultati
| Pos. | Corridore          | Squadra | Tempo    |
| ---- | ------------------ | ------- | -------- |
| 1    | Ethan Hayter       | Ineos   | 4h16'32" |
| 2    | Tosh Van Der Sande | Lotto   | s.t.     |
| 3    | Mike Teunissen     | Jumbo   | s.t.     |

| Pos. | Corridore      | Squadra | Tempo    |
| ---- | -------------- | ------- | -------- |
| 1    | Ethan Hayter   | Ineos   | 8h00'42" |
| 2    | Ide Schelling  | Bora    | a 15"    |
| 3    | Mike Teunissen | Jumbo   | a 29"    |

### 3ª tappa
- 21 agosto: Jørpeland > Jørpeland – 160 km

Risultati
| Pos. | Corridore          | Squadra | Tempo    |
| ---- | ------------------ | ------- | -------- |
| 1    | Mads Pedersen      | Trek    | 3h49'02" |
| 2    | Alexander Kristoff | UAE     | s.t.     |
| 3    | Mike Teunissen     | Jumbo   | s.t.     |

| Pos. | Corridore      | Squadra | Tempo     |
| ---- | -------------- | ------- | --------- |
| 1    | Ethan Hayter   | Ineos   | 11h49'44" |
| 2    | Ide Schelling  | Bora    | a 15"     |
| 3    | Mike Teunissen | Jumbo   | a 25"     |

### 4ª tappa
- 22 agosto: Stavanger > Stavanger – 156,5 km

Risultati
| Pos. | Corridore        | Squadra | Tempo    |
| ---- | ---------------- | ------- | -------- |
| 1    | Matthew Walls    | Bora    | 3h25'16" |
| 2    | Mads Pedersen    | Trek    | s.t.     |
| 3    | Daniel Hoelgaard | Uno-X   | s.t.     |

| Pos. | Corridore      | Squadra | Tempo     |
| ---- | -------------- | ------- | --------- |
| 1    | Ethan Hayter   | Ineos   | 15h15'00" |
| 2    | Ide Schelling  | Bora    | a 15"     |
| 3    | Mike Teunissen | Jumbo   | a 25"     |

## Evoluzione delle classifiche
| Tappa              | Vincitore          | Classifica generale Maglia Arancione | Classifica a punti Maglia Blu | Classifica scalatori Maglia a pois | Classifica giovani Maglia Bianca | Classifica a squadre   |
| ------------------ | ------------------ | ------------------------------------ | ----------------------------- | ---------------------------------- | -------------------------------- | ---------------------- |
| 1ª                 | Ethan Hayter       | Ethan Hayter                         | Ethan Hayter                  | Ethan Hayter                       | Mattias Skjelmose                | Ineos Grenadiers       |
| 2ª                 | Ethan Hayter       | Ethan Hayter                         | Ethan Hayter                  | Anton Charmig                      | Mattias Skjelmose                | Uno-X Pro Cycling Team |
| 3ª                 | Mads Pedersen      | Ethan Hayter                         | Ethan Hayter                  | Anton Charmig                      | Mattias Skjelmose                | Uno-X Pro Cycling Team |
| 4ª                 | Matthew Walls      | Ethan Hayter                         | Mike Teunissen                | Anton Charmig                      | Mattias Skjelmose                | Uno-X Pro Cycling Team |
| Classifiche finali | Classifiche finali | Ethan Hayter                         | Mike Teunissen                | Anton Charmig                      | Mattias Skjelmose                | Uno-X Pro Cycling Team |

Maglie indossate da altri ciclisti in caso di due o più maglie vinte
- Nella 2ª tappa Anthon Charmig ha indossato la maglia a pois al posto di Ethan Hayter.
- Nella 2ª e 3ª tappa Ide Schelling ha indossato la maglia blu al posto di Ethan Hayter.
- Nella 4ª tappa Mike Teunissen ha indossato la maglia blu al posto di Ethan Hayter.

## Classifiche finali

### Classifica generale - Maglia arancione
| Pos. | Corridore         | Squadra | Tempo     |
| ---- | ----------------- | ------- | --------- |
| 1    | Ethan Hayter      | Ineos   | 15h15'00" |
| 2    | Ide Schelling     | Bora    | a 15"     |
| 3    | Mike Teunissen    | Jumbo   | a 25"     |
| 4    | Markus Hoelgaard  | Uno-X   | a 33"     |
| 5    | James Shaw        | Ribble  | s.t.      |
| 6    | Kristian Aasvold  | Coop    | s.t.      |
| 7    | Mattias Skjelmose | Trek    | s.t.      |
| 8    | Lucas Eriksson    | Riwal   | s.t.      |
| 9    | Torstein Træen    | Uno-X   | a 35"     |
| 10   | Sven Erik Bystrøm | UAE     | a 41"     |

### Classifica a punti - Maglia blu
| Pos. | Corridore          | Squadra | Punti |
| ---- | ------------------ | ------- | ----- |
| 1    | Mike Teunissen     | Jumbo   | 47    |
| 2    | Ethan Hayter       | Ineos   | 41    |
| 3    | Markus Hoelgaard   | Uno-X   | 35    |
| 4    | Tosh Van Der Sande | Lotto   | 34    |
| 5    | Ide Schelling      | Bora    | 32    |

### Classifica scalatori - Maglia a pois
| Pos. | Corridore             | Squadra | Punti |
| ---- | --------------------- | ------- | ----- |
| 1    | Anthon Charmig        | Uno-X   | 22    |
| 2    | Olav Hjemsæter        | Coop    | 14    |
| 3    | N. Lau Nyborg Broge   | BHS     | 12    |
| 4    | Mads Rahbek           | BHS     | 9     |
| 5    | E. Schandorff Iwersen | BHS     | 8     |

### Classifica giovani - Maglia bianca
| Pos. | Corridore          | Squadra     | Tempo     |
| ---- | ------------------ | ----------- | --------- |
| 1    | Mattias Skjelmose  | Trek        | 28h50'10" |
| 2    | Mark Donovan       | DSM         | a 20"     |
| 3    | Josh Kench         | Black Spoke | a 47"     |
| 4    | Meindert Weulink   | Abloc       | a 49"     |
| 5    | Andreas Leknessund | DSM         | a 1'10"   |

### Classifica a squadre
| Pos. | Squadra                  | Tempo     |
| ---- | ------------------------ | --------- |
| 1    | Uno-X Pro Cycling Team   | 45h46'58" |
| 2    | Riwal Cycling Team       | a 16"     |
| 3    | Team DSM                 | a 39"     |
| 4    | Ineos Grenadiers         | a 2'29"   |
| 5    | Sport Vlaanderen-Baloise | a 3'28"   |